# 大衛·鈴木

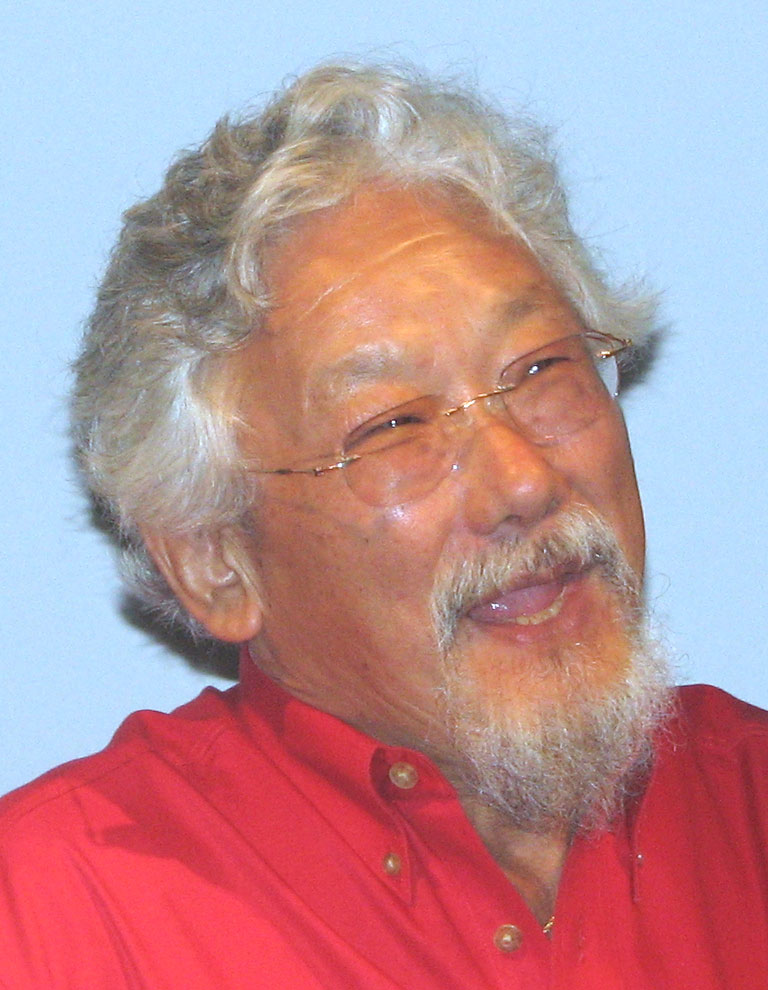
大衛·鈴木

大衛·鈴木（英語：David Suzuki，全名，1936年3月24日—），加拿大日裔遺傳學家、法學、哲學博士，也是活躍環保人士。
大衛·鈴木在1990年创立了大衛·鈴木基金會，寻找一种“我们赖以生存的自然世界，社会生活的平衡的方法”。基金會的优先目标是：海洋，可持續漁業、氣候變化、清洁能源、可持續性，以及鈴木的自然挑战。从1982年至1987年，他还担任过加拿大公民自由协会的董事。
铃木在2009年被授予美好生活獎。

## 早年生活
鈴木於溫哥華出生，是當地的第三代日裔，其家人為20世紀初的日本移民。1942年在他六歲的時候，二戰爆發，由於日本是當時的軸心國，因此當地的日裔遭審查，鈴木全家也遭卑詩省當局拘留，直至1945年二戰結束，期間家人的洗衣店給政府賣掉。
戰後，鈴木與當地其他日裔一樣，被迫遷往洛磯山脈東部地區生活，他們選擇前往安大略省。

## 学术事业
在完成中學課程後，鈴木前往美國接受專上教育，他於1958年在麻省安默斯特學院取得文學士學位，1961年於芝加哥大學取得動物學博士學位。
在他從事研究事業早期，曾修讀遺傳學，研究黑腹果蠅的基因。為了能以自己的姓氏來命名新發現的基因，他選擇研究擁有溫度敏感顯性基因的品種，其發現的基因突變獲得多個獎項。
憑著多項科學及環境問題上的成就，鈴木獲得美國、加拿大及澳洲的院校頒發榮譽博士學位。
1950年代後期，鈴木前往加州伯克利繼續進修，同時看到當時的黑人民權運動，他決定支持民權領袖馬丁路德金的理念，為黑人爭權益，並加入了「美國有色人種促進會」，成為會內唯一的非黑人。
1969年，鈴木於不列顛哥倫比亞大學擔任動物學教授，至2001年退休。

## 广播事业
铃木于1970年开始在电视上每周的儿童节目《铃木谈科学》。從1975至1979年，他也在CBC AM广播电台（CBC电台第一台的前身）主持他1974年创办的电台节目《奇事和夸克》。在整个20世纪70年代，他还主持《科学杂志》（Science Magazine），以成年人观众為對象的每周节目。
自从1979年，鈴木開始在加拿大廣播公司擔任科學電視節目《萬物之道》的主播。这个节目在世界上近50个国家转播。
在1993年，鈴木開始在美国公共电视网（PBS）擔任科學系列電視節目《生命秘密》（The Secret of Life）的主播。在他1985年的热门系列，平均每一集能吸引到180万观众，并为他赢得了联合国环境署的奖章。

## 出版

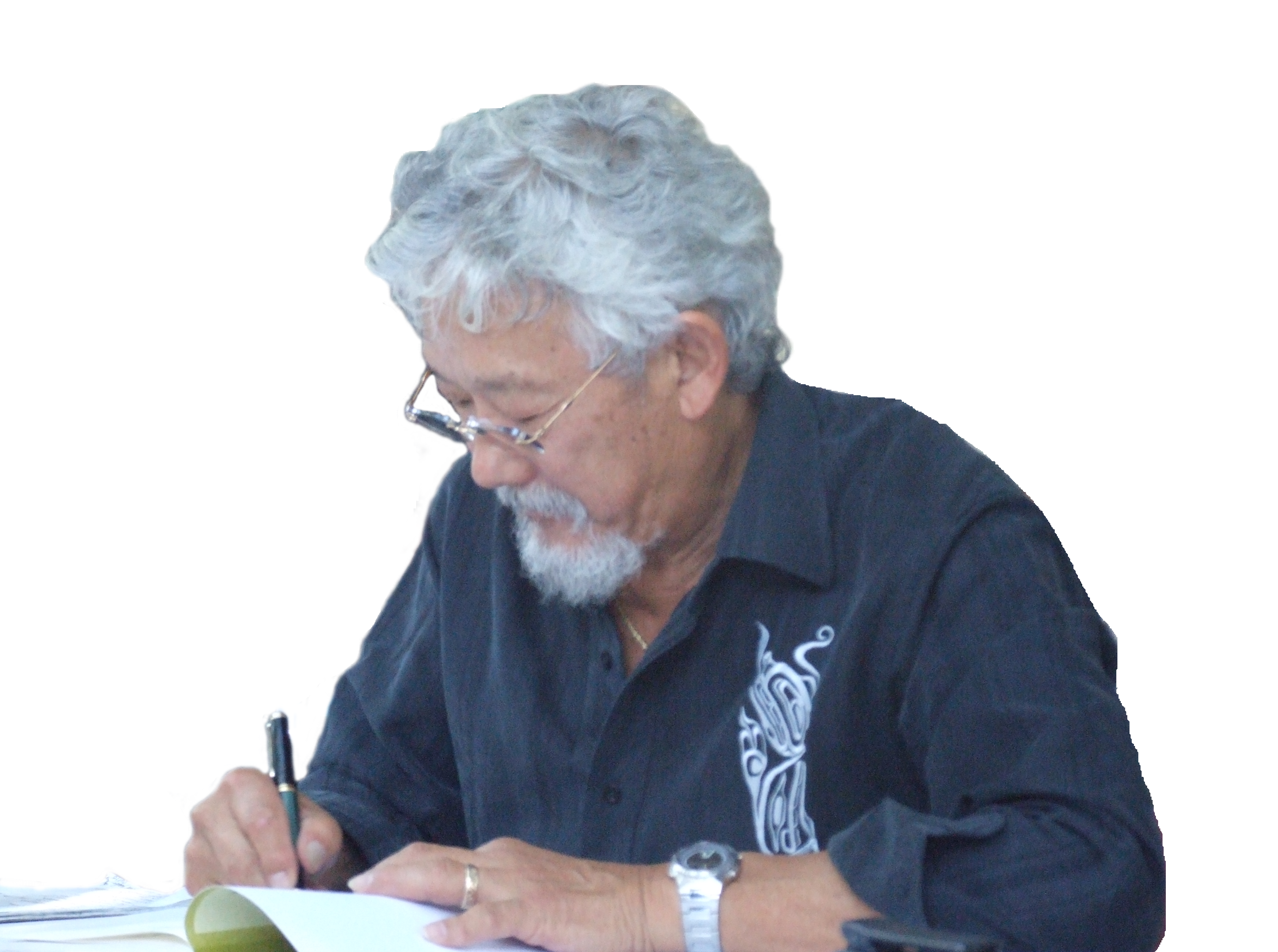
鈴木在书上签字.

鈴木是52本书的作者（15本是儿童书籍），包括《大衛·鈴木：自传》、《樹：一棵花旗松的故事》、《神聖的平衡》、《基因倫理》、《長者的智慧》（Wisdom of the Elders）、《創造未來》（Inventing the Future），以及暢銷的兒童科學書系列。以下是鈴木部分的作品：
- （1986）——与 Hans Blohm（英语：Hans Blohm） 和 Marjorie Harris（英语：Marjorie Harris）
- （1986）——与 Hans Blohm（英语：Hans Blohm） 和 Stafford Beer（英语：Stafford Beer）
- （1987）
- 《基因倫理（英语：Genethics）》（1990）——與 Peter Knudtson
- 《攸關生存（英语：It's a Matter of Survival）》（1991，ISBN 0-674-46970-4）——與 Anita Gordon
- （1994）
- （1997）——與辻信一
- （2003）[4]
- 《大衛·鈴木：自传（英语：David Suzuki: The Autobiography）》（2006）
- 《神聖的平衡（英语：The Sacred Balance）》（2007）
- （2008）——與 David Boyd
- （2009）——與 David Taylor
- （2010）——由瑪格麗特·愛特伍促进转发
- （2010），93分钟的DVD纪录片（210616DV）[5][6][7]

## 荣誉和获奖

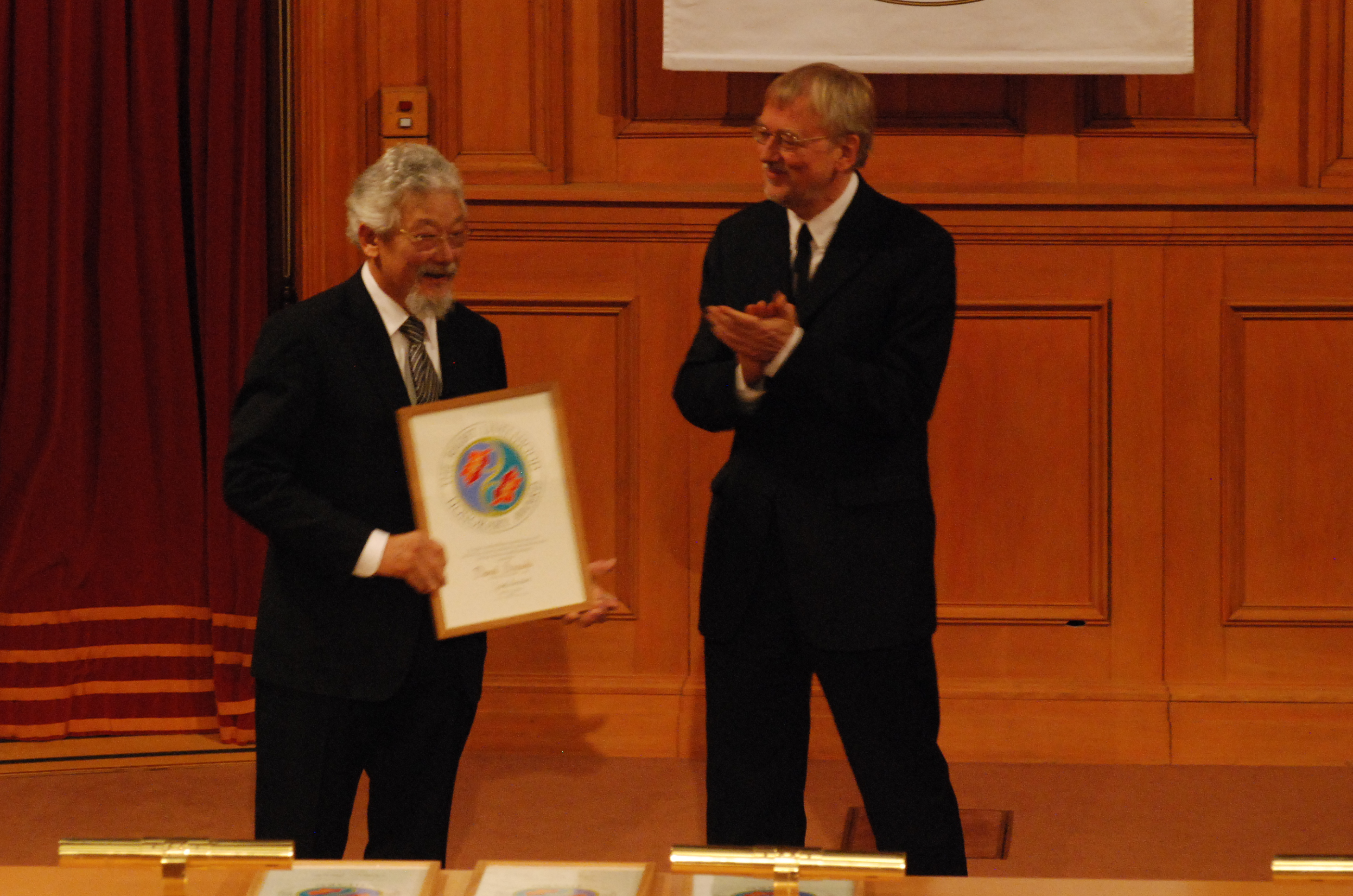
鈴木从Jakob von Uexkull接受Right Livelihood Award奖

- 鈴木也榮獲加拿大勳章，先是官佐（1976），后来升级为同伴（2006）[8]
- 聯合國教科文組織卡林加科普奖（英语：Kalinga Prize）（1986）
- 卑詩勳章（英语：Order of British Columbia）（1995）[9]
- 2004年，鈴木獲選為「十大傑出加拿大人」。[10]
- 2006年，鈴木在麻省波士頓科學博物館獲得 Bradford Washburn 奬。[11]
- 2007年，鈴木獲得 Global Exchange 的人權獎。
- 美好生活獎（英语：Right Livelihood Award）（2009）[12]

在2012，鈴木已经接受16个显著的学术奖项和100多个其他奖项。
鈴木还从20多所世界各地的大学接受多个荣誉学位。

## 参看
- 环境保护主义
- 可再生能源
- 保育生物學
- 喬·蘇瓦茲